# Asia Muhammad
Asia Muhammad (n. 4 aprilie 1991, Long Beach, California, SUA) este o jucătoare americană de tenis care a devenit profesionistă în 2007. Cea mai bună clasare a sa la simplu este locul 124 mondial, în aprilie 2017, iar la dublu locul 26 mondial, în ianuarie 2023.
Suprafața ei preferată este terenul dur. Ea a câștigat șapte titluri de dublu în Turul WTA, două titluri de dublu la turneele WTA 125, precum și 13 titluri de simplu și 35 de titluri de dublu pe Circuitul ITF. Muhammad este antrenată de campionul NCAA Tim Blenkiron, proprietarul Academiei de tenis NOW QUIT, unde se antrenează Asia. Blenkiron a început să o antreneze când era copil, în programul de tenis și educație TEAM AGASSI al lui Andre Agassi din Las Vegas, unde s-a transformat într-una dintre cele mai bune jucătoare de juniori din lume.